# Anacamptomyia gymnops
Anacamptomyia gymnops är en tvåvingeart som beskrevs av Zeegers 2007. Anacamptomyia gymnops ingår i släktet Anacamptomyia och familjen parasitflugor. Inga underarter finns listade i Catalogue of Life.